# استیوارتبی
استیوارتبی (به انگلیسی: Stewartby) یک روستا و محله مدنی در بریتانیا است که در Bedford واقع شده‌است. استیوارتبی ۱٬۲۱۲ نفر جمعیت دارد.